# Breath
Breath (Originaltitel: 숨, Sum, oft auch Soom geschrieben) ist ein Film des koreanischen Regisseurs Kim Ki-duk aus dem Jahr 2007.

## Handlung
Eine von ihrem lieblosen, ihr ständig Vorträge haltenden Mann betrogene und schwer traumatisierte Frau besucht mehrfach den Mörder Jin in der Todeszelle. Er hat gerade einen Selbstmordversuch hinter sich und kann wegen seines verletzten Kehlkopfs nicht reden. Sie steht zu ihm in einer nicht erklärten Beziehung (sie behauptet gegenüber der Gefängnisleitung seine Ex-Freundin zu sein). Ihr bizarres Verhalten mündet in die Tapezierung des Besuchsraums des Gefängnisses. Ihr aufgeschreckter Mann verlässt seine Geliebte und verlangt von seiner Frau, dass sie die Besuche abbricht.

## Kritik und Reaktionen
Der Film lief bei den Internationalen Filmfestspielen von Cannes 2007 und beim Melbourne Festival.
Regisseur Kim vergleicht den Streifen mit seiner mangelnden Dialogfähigkeit mit der koreanischen Gesellschaft.

„Hochsymbolisch und mitunter hart an der Grenze zum Kitsch, lebt der optisch wie erzählerisch überwältigende Film seine Manierismen durchaus ernsthaft aus und verleiht den mysteriösen Wendungen große Radikalität, zumal es in der Konsequenz stets um die abgründige Verschränkung von Liebe und Tod geht.“